# آیریش اسپرینگ
آیریش اسپرینگ (انگلیسی: Irish Spring) یک برند آمریکایی صابون بوزدا است که شرکت کولگیت-پالمولیو از سال ۱۹۷۰ به بازار عرضه کرده است.